# 원 성종
원 성종(元 成宗, 1265년 10월 15일(음력 9월 5일) ~ 1307년 2월 10일(음력 1월 8일))은 대원의 제2대 황제이자 몽골 제국의 카안(재위: 1294년 ~ 1307년)으로, 칭기즈 칸의 4대손이며 세조 쿠빌라이 칸의 손자이다. 시호는 흠명광효황제(欽明光孝皇帝)이며, 본명은 테무르(한국 한자: 鐵穆耳 철목이 또는 한국 한자: 鐵木耳 철목이, 몽골어: ᠲᠡᠮᠦᠷ Temür, 키릴 문자:Төмөр), 집사의 페르시아 어 표기로는 티무르 칸(تيمور قاآن)으로 몽골어로 철을 뜻한다. 칸호는 올제이투 카안(몽골어: ᠥᠯᠵᠡᠶᠢᠲᠦ
ᠬᠠᠭᠠᠨ Öljeyitü Qa'an, 한국 한자: 完澤篤 완택독 Өлзийт хаан)이다. 청나라 때 그의 칸호는 악륵철의도칸(諤勒哲依圖汗)으로 표기되었다. 중국식 아호(號)는 대덕(大德)이다.
쿠빌라이 칸의 잠정적 후계자들이 일찍 죽어, 황태자직과 황제, 대칸의 지위에 올랐다. 1287년 10월~1288년 나얀 등 동방 왕가의 반란을 진압했고, 1293년 7월 카라코룸 총병(總兵)으로 몽골고원을 방비하였다. 1294년 즉위 직후 일본, 동남아 원정 중단을 선언했고, 오고타이 칸국 카이두(海都), 차가타이 한국 두아 연합군과 계속 교전, 1300년부터는 조카 퀼리그 칸 카이산을 보내 1301년 8월 카이두 등을 최종 패배시켰다. 그의 재위기간 중 안남 쩐 왕조, 참파, 대월, 연해주의 아이누 등에서 원나라의 종주권을 인정하였다.
그의 치세기간 중 조정은 지출 증가로 재정 적자에 시달렸고, 무슬림 상인 출신을 등용했으나 재정난을 극복하지 못했다. 만년에는 술로 인한 질병으로 정무를 주관하지 못했다. 외아들 테이슈가 일찍 죽고 후계자를 지명하지 못해, 그의 사후 칸위를 놓고 갈등의 조짐이 나타났다. 그의 즉위 기간 중 로마 가톨릭이 중국, 몽골에 처음 전파, 소개되었다. 쿠빌라이 카안의 손자로, 충렬왕비 제국대장공주의 친정 조카이자 충선왕의 외사촌형이다. 테무르는 중세 몽골어로 철을 뜻한다. 청나라 건륭제 때의 금사, 원사 사료에 나오는 이름들을 개칭할 때 그의 이름은 특목이(特穆爾)로 개정되었다.

## 생애

### 생애 초반

#### 출생과 소년기
성종 테무르는 1265년 10월 15일(음력 9월 5일) 몽골 제국의 대칸 쿠빌라이 칸의 차남이자 태자인 친킴과 휘인유성황후(徽仁裕聖皇后) 콩기라트씨 코코진 바이람에게치(闊闊真 伯藍也怯赤)의 셋째 아들로 대도(현, 중국 북경시) 연왕저에서 태어났다. 그의 출생은 원사본기 6권 세조편과 18권 성종편 등에 나타난다. 신원사 8권에는 그의 생일이 음력 9월 7일(10월 17일)이라 한다. 테무르라는 칭호는 몽골어로 철을 의미한다. 몽골식 존호인 올제이투(완택독)은 몽골어로 길상, 수복함, 축복 또는 거룩함을 뜻한다. 형으로 카말라와 다르마발라가 있었다.
테무르의 어린 시절에 대한 기록은 나타나지 않는다. 중국 문명에 호의적이던 할아버지 쿠빌라이 카안에 의해 그는 어려서부터 중국식 유교 교육을 받고 성장하였다. 그러나 그는 불교 신자로 성장했다.
젊은 시절 그는 술에 중독되었고, 욕심이 많아 할아버지 쿠빌라이 카안에 의해 책망받았다. 1286년 1월 5일 아버지 친킴태자가 죽자 형 다르마발라가 황태자로 임명되었다. 1292년 음력 5월 황태자 다르마발라가 대도에서 병으로 치료받던 중 갑자기 죽자, 그가 황태자로 임명되었다. 그러나 바로 황태자직인이 수여되지 않았다. 그는 차브이 카툰과 남부이 카툰과 같은 옹기라트 씨 출신 시린다리와 결혼했다. 시린다리는 남부이 카툰의 친정오라비 오클로치의 딸이었다.

#### 청년기
테무르는 알코올 중독이었고 과식을 했다. 그러나 할아버지 쿠빌라이 칸의 다른 후계자들이 일찍 죽어, 테무르가 후계자가 되었다.
쿠빌라이 칸의 장남이지만 병약했던 도르지가 일찍 죽으면서, 테무르의 아버지 친킴은 연왕에서 태자로 승격되었다. 아버지 친킴이 쿠빌라이 칸과 갈등하다가 1286년 1월 5일 알콜중독 후유증으로 사망하고, 둘째 형 보르지긴 다르마발라가 황태손에 임명되어 후계자로 내정되었으나 6년만에 병으로 대도로 소환, 1292년 2개월간 치료받던 중 사망했다. 맏형 보르지긴 카말라는 어머니 코코친 카툰, 할아버지 쿠빌라이 카안이 지지했음에도 다른 형제들과의 경쟁에서 패하였고, 그가 황태자로 정해졌다. 장군 바얀 등은 테무르를 적극 지지했다.
1287년 10월 칭기즈 칸의 동생 카치운의 4대손으로 부이르노르와 우르겐 강 일대가 영지였던 카다안 투투겐이 영북행성중서성 지역에서 반란을 일으켰다. 테무르는 세조의 명으로 카다안 투투겐의 반란 진압군의 총사령관에 임명되어 출정했다. 카다안은 칭기즈 칸의 동생 하치운의 손자였다. 이듬해 3월 카다안 등을 진압, 이때의 부하 장수들은 그의 측근이 되었다.
1288년 할아버지 쿠빌라이 카안을 따라 동몽골 나얀의 반란 진압에 출정하였다. 테무게 옷치킨의 4대손 나얀은 쿠빌라이 칸의 일본 원정 실패와 베트남 정벌 실패 등에 반감을 품고 동몽골의 왕공족들과 결탁해 반란을 일으켰고, 쿠빌라이 칸은 직접 군사를 이끌고 토벌하면서 테무르를 동행시켰다. 테무르는 요하와 요동반도로 가 나얀의 동맹인 카다안을 물리쳤고, 우승상 바얀은 군사를 이끌고 카라코룸으로 가서 카이두를 상대했다. 1291년 4월 17일 테무르는 군사를 이끌고 카다안 투투겐, 주치 카사르의 아들 야고의 아들 하라하슨 등과 교전, 물리쳤다. 1292년 카이두와 교전 중이던 장군 바얀의 사자를 만나 전황을 보고받고, 그에게 국내 정세 상황을 전달하였다.
그는 술을 좋아하였다. 라시드 알딘의 《집사》에 의하면 쿠빌라이 카안이 그에게 충고를 하고 야단치기도 했지만 소용이 없었다. 이후 쿠빌라이 카안은 세번이나 그를 막대기로 때렸고, 그에게 무사(武士) 몇 명 붙여서 술을 마시지 못하게 하기도 했다 한다. 그러나 그는 결국 술버릇을 고치지 못했다.

### 즉위 과정
쿠빌라이 칸의 차기 계승자로 인정받던 형 다르마발라가 병으로 죽자, 테무르가 잠정적 후계자로 낙점되었다. 몽골 고원에서 그는 상속인의 인장을 넘겨받았지만, 공식적으로 왕좌를 승인받지 못했다. 그의 삼촌 노무간이 황위 계승권 경쟁자로 재등장했으나, 어머니 코코진 카툰의 노력으로 쉽게 노무간을 제치고 그가 계승권을 확보한다.
1292년 4월 14일의 쿠릴타이에서 쿠빌라이 칸은 그와 카말라 중 누가 칭기즈 칸의 가르침을 암기했는지, 칭기즈 칸의 가르침을 가장 잘 아는 사람이 차기 칸이 되어야 한다며 시험했다. 카말라는 버벅댔으나 테무르는 완벽하게 암송하였다. 쿠릴타이에서 그는 후계자로 확정되었다. 카말라는 말을 더듬었고, 궁정 생활보다는 초원 생활을 선호하였다. 1293년 6월 21일 쿠빌라이로부터 황태자보를 받았다. 그해 쿠빌라이 칸으로부터 병력을 받고, 몽골고원의 카라코룸으로 파견되었다.
1293년 카이두의 침공에 대비해 몽골고원을 지키던 장군 바얀이 대도로 소환되면서, 그해 7월  테무르가 몽골고원 주둔군 총병(總兵, 총사령관)으로 임명, 배치되고 카라코룸과 인접 지역의 통치권자가 되었다. 1294년 1월 22일, 쿠빌라이 카안이 통풍과 지병으로 사망하자, 원나라의 관료들, 쿠빌라이 칸의 측근들은 쿠릴타이를 열 것을 촉구했다. 다시 쿠릴타이가 열려 그의 손자이며 친김 태자의 아들 테무르 욀제이튀가 카안에 선출되어 성종이 됐다. 이때에도 누가 칭기즈 칸의 가르침을 더 잘 기억하는지 경쟁을 벌이는 것이 제안되었다. 테무르는 완벽하게 암송하였고 테무르가 칸으로 최종 선출되었다. 원나라 추밀원과 군권을 장악한 바얀 역시 테무르의 지지를 선언했다.
1월 말 로마 교황청에서 파견한 이탈리아인 로마 가톨릭 선교사 조반니 디 몬테코르비노(Giovanni da Montecorvino) 또는 몬테코르비노의 요한을 만났다. 테무르는 로마 가톨릭 전도를 거절했지만 조반니 디 몬테코르비노의 활동을 지원하였다. 당시 원나라에 있던 네스토리우스파 기독교의 반대에도 불구하고 테무르는 몬테코르비노의 요한을 교황청의 사신으로 예우하고, 거처와 활동을 일부 지원하였다.
그해 4월 22일 상도의 황궁 대안각에서 카안으로 즉위했다. 칸호는 완택독으로, 당대에는 울제이투우(ᠥᠯᠵᠡᠶᠢᠲᠦ ᠬᠠᠭᠠᠨ), 현대 몽골어로는 올제이투로 발음된다. 뜻은 몽고어로 길상(吉祥)함과 축복, 복수(福壽)를 의미한다. 알탄 톱치는 그가 즉위한 날이 4월 22일이 아니라 4월 10일(1294년 5월 6일)이라는 설이 있다. 원사, 원사연의, 신원사에 의하면 4월 22일 상도 황궁 대안각에서 즉위했다고 하며, 몽골 황금사(알탄 톱치)에 의하면 그는 4월 10일 시기르 호수에서 즉위했다 한다.

### 치세 기간

#### 즉위 초반

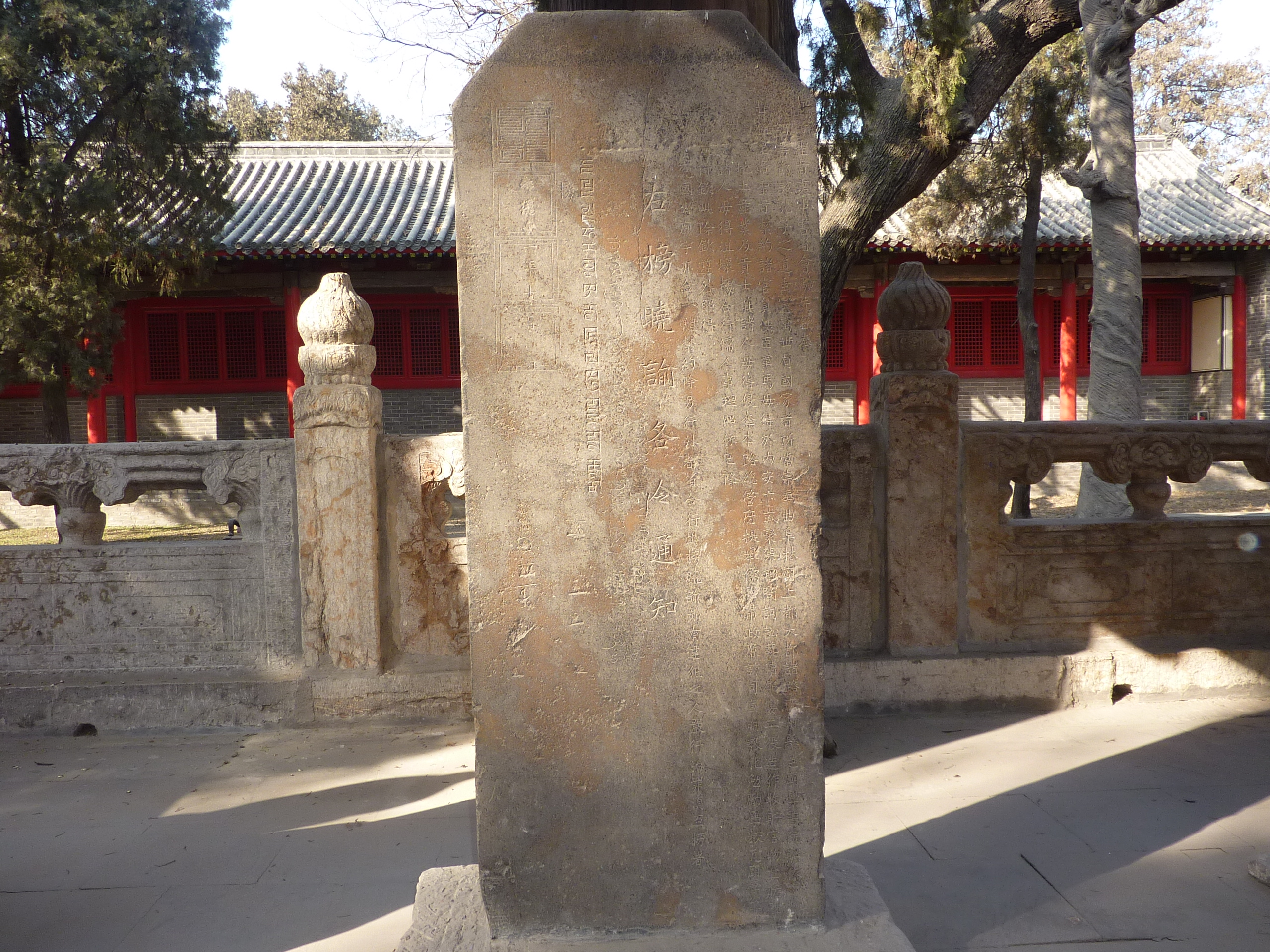
곡부 안회묘에 세워진 비석, 대도 11년(1307년)에 세웠으며 한자와 몽골 파스파 문자로 기록

즉위 직후 그는 일본 원정, 안남(베트남) 원정 전쟁의 잠정 중단을 선언했으며, 중국 강남 지방의 세금을 면제했다. 1294년 5월 10일 원 성종은 칙령을 발표해 공자에 제사지내고 존경할 것을 선언했다. 또한 한족, 몽골족, 무슬림 외에도 티베트인들을 적극 발탁, 등용하였다. 1296년에 티베트인이 테무르로부터 원나라의 고위 장수로 임명되기도 했다. 그는 즉위 직후 성종은 칭기즈 칸의 개국공신 키실릭(啓昔禮)의 증손으로 중국 유학자들과 친밀한 하라하슨을 재상으로 발탁했다. 또한 조정의 재정난을 극복하고자 아잘 샴스 알딘 오마르(Sayyid Ajall Shams al-Din Omar)의 증손 바얀(장군 바얀과는 동명이인)을 호부상서로 발탁하고, 무슬림 상인 출신 인사들을 발탁하여 재정 관리를 맡겼다.
연호는 원정(元貞)으로 정했다가 1297년 2월 자신의 아호를 딴 대덕(大德)으로 개정하였다. 즉위 직후 원 성종은 일본 원정과 안남(후일의 베트남) 정벌 중단을 선언했다. 그는 형 카말라를 북방 몽골고원으로 보내, 북방을 지키게 하였다. 그의 즉위 직후 오고타이 칸국의 카이두가 다시 몽골고원에 진격했으나, 진왕 카말라, 안서왕 아난다에게 각각 군사를 딸려보내 격퇴하였다. 각종 자연 재해로 무력했던 카라코룸 주민들의 곤경을 해소하기 위해 많은 양의 구리 동전을 주조했다. 장강 남쪽의 치안을 강화하고, 일부 세금을 감면, 면제 방안을 찾았다. 또한 유학(儒學) 경전 내용으로 관료 채용하는 것을 줄이는 한편, 일시적으로 사회적 갈등을 완화하기 위해 황권을 제한, 학자들에게 명하여 송나라의 율령을 참고하여 법규인 율령(律令) 편찬을 지시하였다.
원 성종은 즉위 직후부터 재위 기간 동안 카간 족과 카툰 족의 초상화를 그리도록 지시하였다.
성종의 후원자였던 장군 바얀은 테무르의 즉위 직후에 사망했지만, 아버지 친킴의 막대한 유산을 관리하는 어머니 코코진 카툰이 테무르를 지원하였다. 그러나 황궁 인사들의 무절제한 낭비벽과 잦은 전쟁으로 장정 수 감소와 노동력 감소, 세금 납부의 감소로 인하여 테무르의 치세기간 내내 원나라의 국가 재정은 만성적인 적자에 시달렸다. 그는 내정 면에서는 아구타이, 하라하슨(ᠠᠷᠭᠠᠰᠦᠨ 哈喇哈孫 또는 哈拉哈孫)을 재상으로 등용하여 이들에게 조정의 사무 일부를 위임하였다. 그는 술 판매를 반대했는데 1294년 원 성종은 칙령을 내려 주류의 판매를 금지했다. 그러나 그는 암암리에 술을 즐겨 마셨다.
또한 오고데이 에서 쿠빌라이까지 4대에 걸쳐 활동한 무슬림 관료 사이이드 아자르의 손자 바얀(바아린부 출신 장군 바얀과는 동명이인)을 중서성 평장정사로 임명하고, 바얀을 중서성에 모인 무슬림 재무관료의 수석으로 임명하여 황궁의 재정 관리를 일임했다.
원 성종은 또한 적대적인 중앙 아시아 몽골 국가인 차가타이 한국, 오고타이 한국과도 계속 전쟁을 벌였다. 원 성종은 오고타이 한국의 카이두의 침략에 대비해 형 카말라와, 보로클의 자손 옷치카르, 사촌 안서왕 아난다 등에게 군대를 주어 서북부 변경에 배치하였다. 이들은 카이두를 이기지는 못했지만, 원 성종 즉위 직후 쳐들어온 카이두 군대를 알타이까지 패주시켰다.

#### 주변국 원정 및 종주권 확립

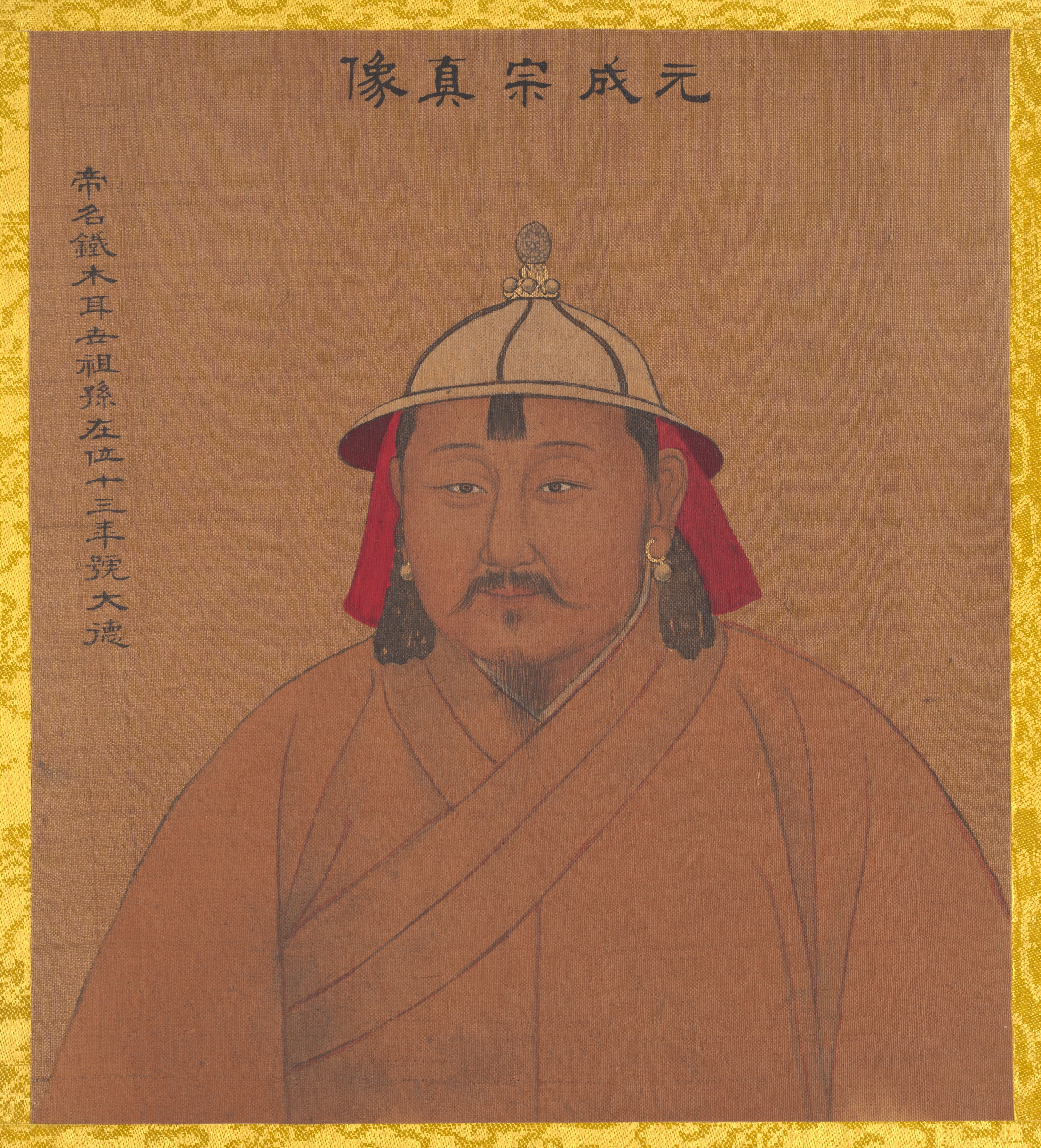
원 성종

1295년 일 한국의 칸 가잔 칸은 집권 후 이슬람교로 개종하고, 이슬람교 포교에 가능한 모든 방법으로 기여하였다. 가잔 칸은 원나라 본국을 이교도라 부르고 원나라와의 관계를 끊었다. 1296년에 원 성종은 장군 바이지에게 군사를 딸려 가잔 칸을 처리하라고 지시했다. 그 결과 3년 후 가잔 칸은 대칸 테무르의 우월성을 인정하고 그에게 풍성한 선물을 보냈으며, 나중에 다른 몽골 칸들에게 테무르의 통치하에 단결할 것을 촉구하였다. 그러나 성종 사후 일 한국과는 관계가 끊어지게 된다.
1296년 주달관을 캄보디아에 사절로 보내 현지 사정을 보고받았다.
1297년 11월 고려 충렬왕 왕거를 충선력정원공신 특진 상주국 개부의동삼사 정동행중서성좌승상 부마 고려국왕(推忠宣力定遠功臣 特進 上柱國 開府儀同三司 征東行中書省左丞相 駙馬 高麗國王)에서 추충선력정원보절공신 개부의동삼사 태위 부마 상주국 일수왕(推忠宣力定遠保節功臣 開府儀同三司 太尉 駙馬 上柱國 逸壽王)으로 임명하고, 고려 세자 왕원(王謜, 충선왕)을 의동삼사 상주국 고려왕세자(儀同三司 上柱國 高麗王世子)에서 개부의동삼사 정동행중서성좌승상 부마 상주국 고려왕(開府儀同三司 征東行中書省左丞相 駙馬 上柱國 高麗王)로 책봉, 임명하였다.
1297년 12월 4일 명하여 제왕과 부마들이 백성의 땅을 탈취하는 것을 금지시키다. 1297년과 1299년 폭설을 이유로 일부 왕족들이 신년 하례회 불참을 통보해왔다. 성종은 명을 내려 신년하례회에 불참한 왕족들을 조사, 규찰하게 했다.
즉위로부터 3년 뒤인 1297년, 아리크 부케의 아들인 요부쿠르와 몽케의 손자 울루스 부카가 외게데이 울루스를 이탈하여 원나라로 귀환하였고 이로 인해 카이두의 세력은 크게 줄어들었다. 이후 카이두는 지속적으로 원을 공격하였고 1298년에는 성종의 사위인 쾨르기즈를 생포하여 처형하는 성과를 올리기도 했다. 1297년 미얀마의 왕자 티후반티야의 요청으로, 성종은 원나라 군사를 파견하였다. 원나라 군사는 미얀마를 침공한 샨 족을 격퇴, 미얀마 국경 밖으로 몰아냈다. 또한 성종은 주달관을 주미얀마 원나라대사로 파견했다. 1299년 미얀마의 티후반티야는 아팅키야에게 살해되었다. 1300년 테무르는 아팅키야를 징벌하는 몽골군 원정대를 버마로 보냈다. 1301년과 1302년에는 중국 남서부로 추방된 샨 족과도 교전했다. 샨 족과 버마에서는 일단 원나라의 종주권을 인정하였다.
그러나 란나 왕국(현재 태국 북부) 원정을 위해 장정을 대량 징발하여 윈난 지역, 구이저우(貴州) 일대를 혼란에 빠뜨렸다.
1298년부터 차가타이 한국의 두아는 다시 원나라를 공격, 공격은 한층 강화되었고, 특히 원 성종의 사위 인 쾨르키즈를 잡을 수 있었다. 그러나 두아는 이후 원나라 군대에 의해 패배했으며, 두아의 측근들은 포로로 잡혔다. 원 성종과 카이두, 두아 간 포로 교환에 대한 합의가 이루어졌지만 두아와 카이두는 쾨르키즈를 처형했다. 그 후, 테무르는 몽골의 서쪽 국경을 강화하기 시작했으며 다르마발라의 아들 인 조카 카이산에게 변경 수비를 맡겼다.

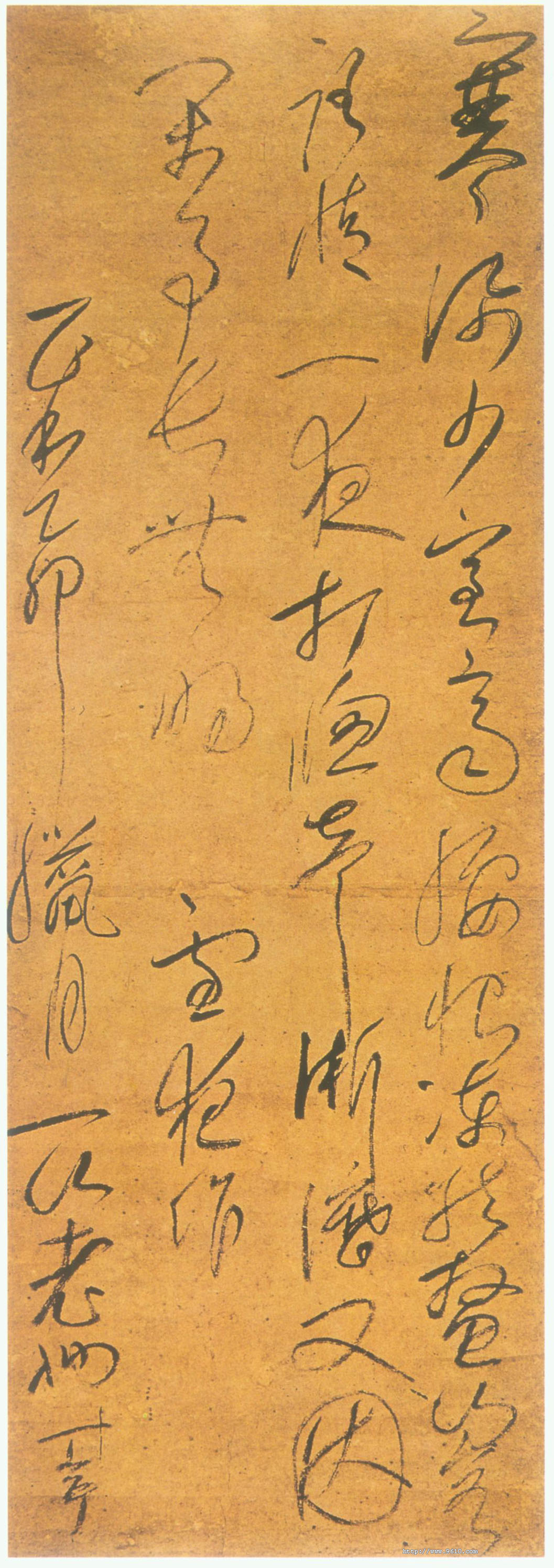
일산 일녕의 서예작 (1315년작)

1299년 가을, 원 성종은 강절행성 출신 선승 일산 일녕(一山一寧)을 사절로 일본에 파견하면서 조공을 요구했다. 1299년 10월 8일 일본에 도착한 일녕은 가마쿠라 막부의 실권자인 호조사다 토키에 국서를 봉정했으나 진의를 의심했고, 가마쿠라에 체류 중이던 일녕을 간첩 혐의로 억류하고 답을 주지 않았다. 1299년 옹기라트씨 출신 본처 시린다리 카툰(失怜答里)가 죽자, 그는 1295년에 후궁으로 들인 바야우트부족 출신 불루간 카툰을 정궁으로 올렸다. 1300년 2월 10일 황태후 코코진 카툰이 죽자 불루간 카툰은 황실의 재산과 정무를 주관하고, 테무르의 조정을 장악하였다.
시린다리 카툰 사후 혹은 테무르가 칸이 된 후, 형 다르마발라의 부인 다기 카툰이 형사취수제에 따라 성종의 후궁이 될 계획이 나왔으나, 어떤 이유에서였는지 백지화되었다. 불루간 카툰과 다기 카툰은 암암리에 보이지 않게 갈등하였다.

#### 아난다와의 갈등
성종은 쿠빌라이 칸의 넷째 아들 망갈라의 아들이자, 사촌인 안서왕 아난다의 이슬람교 개종 이후, 그와 갈등하였다.
아난다는 안서왕이자 감숙성의 통치자였고, 몽골 서부지역의 15만 명 병력의 군대를 소유하고 있었다. 아난다가 자신의 병사들 대부분과 함께 이슬람으로 개종했는데, 원나라의 직할지였으므로 긴장이 벌어졌다. 라시드 알딘에 의하면 성종은 이를 강하게 반대했다 한다.
1296년 성종은 아난다의 이슬람 개종을 승인하지 않고 아난다를 일시적으로 투옥했다. 그러나 모후 코코친은 평화로운 정착이 필요하다고 확신했고, 성종은 아난다를 석발했다. 이후 그는 아난다의 행동을 용인하였다.

#### 카이두 격파, 치세 후반
1299년 원나라 군대는 알타이산맥 남쪽까지 내려가 카이두군을 격파하였다. 이듬해 인 1300년 8월 카이두는 다시 카바르를 넘어 몽골고원으로 침략, 카이산의 군대를 격파했다. 다음 해, 카이두와 두아 칸은 카라코룸으로 진격하기 공격하기 위해 대규모 군대를 모았다.
하지만 자신의 세력이 지속적으로 줄어드는 데에 대해 위기감을 느끼고 있던 카이두는 1301년 8월 아리크 부케의 차남 멜릭 테무르, 차가타이 울루스의 칸 두아와 함께 최대 규모의 원정에 나섰다. 치열한 싸움이 이어졌고, 어느 쪽도 최종 승리를 거두지 못했다. 전쟁 초기엔 카이두의 군대가 우세하여 캄말라와 그의 아들 예순테무르 군대를 압도했지만 카이산의 군대가 전장으로 지원되면서 전황은 급속도로 변했다. 차가타이 울루스의 칸인 두아는 전투 중 부상을 당해 본국으로 퇴각했고 카이두는 전투 중 입은 부상 때문에 사망하고 말았다. 오고타이 한국과 차가타이 한국을 견제하는 한편 그는 킵차크 한국의 몽케 테무르에게도 형식적이지만 충성서약을 받았다.
1300년 무렵부터 그는 알코올 중독 후유증과 심한 통풍에 시달렸다.
1301년 오고타이 한국의 카이두, 메리크 테무르 등이 군사를 이끌고 카라코룸 방향으로 왔다. 테무르는 조카 회령왕 퀼리그 칸 카이산을 보내 카이두군을 상대하게 했다. 회령왕 퀼리그 칸 카이산은 카라코룸과 타미르에서 카이두군을 격파했고, 이때 카이두와 차가타이 한국의 두아는 각각 중상을 입었다. 1302년 그는 정해진 세금 양을 초과하는 세금 징수를 금지하였다. 그러나 조정의 화폐 보유량과 재정이 악화되었다. 또한 원나라 관리들 사이의 부패가 문제가 되었다. 원 성종은 음주와 황음한 버릇이 있었고, 규칙적이지 못한 생활로 건강을 잃게 되었다. 다른 울루스의 왕공족들과 화친조약을 체결할 무렵에 원 성종은  병상에 누워 제대로 정무를 볼 수 없었다.
1301년 9월 혹은 1302년 8월 카이두가 전투중 얻은 부상으로 죽자 두아는 즉시 외게데이 울루스의 칸위 계승 분쟁에 개입하여, 1303년에 카이두의 장남인 차파르를 칸위에 올린 뒤 1304년 긴 시간 동안 원나라와 항쟁을 벌였던 서쪽 여러 칸과의 화의가 성립되었다. 1304년 일 한국의 가잔 칸의 후예가 올제이투 칸에게 원 성종은 형식적으로 책봉, 임명을 승인하고 원나라 황제의 인장을 보냈다. 올제이투 칸은 1305년 프랑스의 국왕 필립 4세에게 보내는 편지에 이 인장을 사용했다. 이 동서 울루스의 융화로 인해 몽골 제국은 카안을 정점으로 한 느슨한 연합으로써 다시 묶어지는 동시에, 실크로드 교역의 호황이 찾아왔다. 이 상황을 가리켜 팍그 몽골리카(몽골의 평화)라고 불리었다. 그러나 이는 형식적인 종주권이었으며 성종은 곧 병석에 누웠고, 아들 테이슈도 일찍 죽어 정국은 불안했다.
1303년을 전후하여 곡물 운송과 관련된 중대한 부패 스캔들이 있었습니다. 처음에는 두 명의 고위 조운 관련 관원들이 체포되었으나, 어사대의 조사 결과 최고대신급을 포함하여 18,473명의 관리와 불교 승려도 연루되었으며 최소 45,865냥을 불법으로 빼돌린 것이 확인되었다. 성종은 이들 관원을 즉각 파면했으며, 이 중 일부는 2년 뒤 다시 조정으로 복귀하였다.

### 생애 후반
1305년 이후 원나라의 수도 대도는 전 몽골 제국의 정치 경제의 중심이 되어, 마르코 폴로 등 수많은 서방의 여행자가 방문하고, 그 번영은 유럽에까지 전해지게 되었다. 강남의 항만도시에서는 해상무역이 융성하였고, 일본 원정을 통해 국교가 단절되었던 일본에서도 사적인 무역선 및 유학승의 방문이 끊이지 않아 어느 정도 교류가 지속되었다. 무역로가 다시 한 번 안전하게 재정비되어 위안 왕조의 지배하에있게되었고, 올제이투 테무르는 원나라가 대외 무역에 가장 우호적 인 국가 체제임을 구축, 홍보하였으며, 상인과 생산자들에게 혜택을 제공하고, 무역로 주변 환경, 치안, 강변 포구 등에 직접 재정적으로 투자, 지원하였다. 그러나 이 외교 정책은 제국의 재정을 고갈 시켰다. 지폐의 가치가 크게 하락하고 인플레이션이 상승했다.
1305년 초 성종은 갑자기 병에 걸려 자리에 누웠다가 낫게 되었다. 병이 낫자 마자 테이슈(德壽)의 태자 책봉을 준비하고, 조카 아유르바르와다를 허난 성 회주로 추방했다. 1305년 차가타이 한국의 두아, 오고타이 한국의 차파르가 입조, 충성을 맹약하였다. 그러나 1305년 두아 칸과 차파르 사이에 경쟁이 시작되었다. 1306년 가을에 차가타이 한국의 두아를 지원, 퀼리그 칸 카이산의 지휘 하에 대규모 군대를 보냈다. 두아는 원나라의 성종과 연합하여 외게데이 울루스를 공격, 칸인 차파르를 패배, 추방시키고 원과 함께 외게데이 울루스의 영토를 나눠가졌다.
1305년 6월 27일(음력 6월 5일) 아들 테이슈를 황태자로 임명했으나 테이슈는 1306년 1월 3일 갑자기 병으로 죽었다. 원 성종은 후계자를 내정하지 않았고, 이는 그의 사후 혼란으로 이어졌다. 치세 후반에는 운남 성과 귀주(貴州)에서 반란이 일어났다. 테무르 칸은 만년에 잦은 음주와 환병(患病)에 걸려 병석에 누웠고, 조정은 불루간 카툰과 색목인 출신 관리들이 대신 통치했으나 조정은 쇠퇴하였다. 혼란을 틈타 저장 성 닝보에는 왜구들이 출몰하였다. 1306년 12월 19일 성종은 병석에 눕게 되었다.
12월 27일 경주(瓊州)의 동만(洞蠻)과 왕문하(王文何)가 반란을 일으키자 진압, 복주하였다. 그밖에도 윈난 성과 구이저우 등에서 소요사태가 벌어졌으나 곧 진압되었다. 1307년 성종은 카라코룸에 이동식 정부를 조직할 계획을 세웠으나 그의 죽음으로 백지화되었다. 1307년 1월 초 성종의 병세는 심해졌고, 불루간 대카툰은 안서왕 아난다에게 사자를 보내, 대도로 소환했다. 안서왕 아난다는 메리크 테무르와 1월 6일 대도에 도착했다. 1307년 2월 10일 대도황궁의 옥덕전(玉德殿)에서 병으로 사망했다. 이맹(李孟), 우승상 하라하슨(哈喇哈孫), 좌승상 아구타이 등을 불러 후일을 부탁한다는 유언을 남겼다.

### 사후
그는 중국 전체에 영향력을 미친 원나라의 사실상 마지막 통치자였지만 러시아와 중앙 아시아의 몽골 국가 에 대한 진정한 권력을 확립하지 못하고 형식적인 종주권을 인정받았다. 매장지는 부르투 칼둔(기련곡 起輦谷)이라 하나 정확하지 않다. 1307년 10월 7일 원 무종 카이산은 그의 시호를 흠명광효황제(钦明广孝皇帝), 묘호는 성종(成宗), 몽골어로는 완택독황제(完澤篤皇帝), 올제이투 카안이라 하였다. 올제이투라는 말은 중세 몽골어로 길상(吉祥), 복수(福壽)라는 뜻이다. 청나라 때 그의 칸호 올제이투는 악륵철의도칸(諤勒哲依圖汗)으로 표기되었다.
네 명의 아들을 두었으나 요절한 것으로 추정되며, 1306년 아들 테이슈 태자가 죽어 후계자를 남기지 못했다. 1307년 테뮈르가 후계자를 남기지 않고 죽자, 조정에서는 칸위를 놓고 혼란이 벌어졌다. 누구를 후계자로 삼을 것인지 조정 대신들 사이에서 논란이 발생했고, 불루간 카툰은 투루판에 주둔 중이던 안서왕 어아난다를 섭정으로 임명하여 초청했다. 그러나 다른 신하들은 아유르바르와다에게 사람을 보내 불루간이 아난다를 추대하려 한다고 고하고, 퀼리그 칸 카이산은 대도 주변에서 정세를 관망했다. 몽골 제국에서 되풀이 되던 후계자 쟁탈전이 다시 재연되어 카안의 자리를 둘러싸고 모후, 외척, 권신 등 몽골 귀족끼리의 격렬한 권력 다툼이 되풀이 되었다.
또 권력 다툼의 중심이 된 이들은 칭기즈 칸의 황후 보르테, 쿠빌라이 카안의 황후 차브이, 테뮈르 카안의 어머니 코코진 등의 출신 부족에서 쿠빌라이, 테뮈르의 2대에 걸쳐 외척으로 권세를 누렸던 곤기라트부를 중심으로 결속된 원나라의 궁정 귀족들이었다. 테뮈르의 황후 브르간은 곤기라트부의 출신이 아니었기 때문에 귀족의 힘을 억누르기 위해 테뮈르의 종제였던 안서왕 아난다를 카안으로 맞이했으나, 방계 즉위에 의해 기득권을 위협받는 것을 두려워한 중신들은 쿠데타를 일으켜 아유르바르와다 군대를 맞이하여 브르간과 아난다를 살해하고, 몽골고원의 방위를 담당하던 테무르의 조카 카이산을 카안으로 추대했다. 아유르바르와다를 추대할 계획이고 다기 카툰도 카이산을 설득하였으나, 카이산은 포기하지 않았다. 아유르와르바다가 형 카이산에게 양보하면서 카이산이 카안이 된다.

## 가족 관계
- 조부 : 대원의 제5대 카안 세조(世祖)
- 조모 : 소예순성황후(昭睿順聖皇后) 콩기라트씨
- 아버지 : 추존황제 유종(裕宗) 진킴
- 어머니 : 추존황후 휘인유성황후(徽仁裕聖皇后) 콩키라트씨

### 후비
- 정자정의황후(貞慈靜懿皇后) 콩기라트씨 - 성종 즉위 후에 추존.
- 불루간 대카툰 백악오씨(伯岳吾氏) - 성종의 정궁 황후(재위 : 1295년 ~ 1307년)
- 홀첩니 황후(忽帖尼 皇后) 걸아길사씨(乞兒吉思氏)

### 자녀
아들
- 테이슈 태자(德壽 1299년? ~ 1306년 1월 3일)

딸
1. 창국대장공주(昌國大長公主) 익리해애(益里海涯) - 영종의 정후 장정의성황후와 태정제의 정후 역련진팔랄 황후의 어머니.
2. 조국공주(趙國公主) 애아실리(愛牙失里)
3. 노국대장공주(魯國大長公主) 보납(普納)

### 족보
|  |                            |  |  |  |  |  |  |  |  |  |  |  |  |  |  |  |
|  | 16. 칭기스 카한            |  |  |  |  |  |  |  |  |  |  |  |  |  |  |  |
|  |                            |  |  |  |  |  |  |  |  |  |  |  |  |  |  |  |
|  |                            |  |  |  |  |  |  |  |  |  |  |  |  |  |  |  |
|  | 8. 툴루이 이크 카안        |  |  |  |  |  |  |  |  |  |  |  |  |  |  |  |
|  |                            |  |  |  |  |  |  |  |  |  |  |  |  |  |  |  |
|  |                            |  |  |  |  |  |  |  |  |  |  |  |  |  |  |  |
|  | 17. 부르테 우진 카툰       |  |  |  |  |  |  |  |  |  |  |  |  |  |  |  |
|  |                            |  |  |  |  |  |  |  |  |  |  |  |  |  |  |  |
|  |                            |  |  |  |  |  |  |  |  |  |  |  |  |  |  |  |
|  | 4. 쿠빌라이 세첸 카안      |  |  |  |  |  |  |  |  |  |  |  |  |  |  |  |
|  |                            |  |  |  |  |  |  |  |  |  |  |  |  |  |  |  |
|  |                            |  |  |  |  |  |  |  |  |  |  |  |  |  |  |  |
|  | 18. 자하감보               |  |  |  |  |  |  |  |  |  |  |  |  |  |  |  |
|  |                            |  |  |  |  |  |  |  |  |  |  |  |  |  |  |  |
|  |                            |  |  |  |  |  |  |  |  |  |  |  |  |  |  |  |
|  | 9. 소르칵타니 베키         |  |  |  |  |  |  |  |  |  |  |  |  |  |  |  |
|  |                            |  |  |  |  |  |  |  |  |  |  |  |  |  |  |  |
|  |                            |  |  |  |  |  |  |  |  |  |  |  |  |  |  |  |
|  | 19. 바사이                 |  |  |  |  |  |  |  |  |  |  |  |  |  |  |  |
|  |                            |  |  |  |  |  |  |  |  |  |  |  |  |  |  |  |
|  |                            |  |  |  |  |  |  |  |  |  |  |  |  |  |  |  |
|  | 2. 진킴                    |  |  |  |  |  |  |  |  |  |  |  |  |  |  |  |
|  |                            |  |  |  |  |  |  |  |  |  |  |  |  |  |  |  |
|  |                            |  |  |  |  |  |  |  |  |  |  |  |  |  |  |  |
|  | 20. 데이 세첸(17의 아버지) |  |  |  |  |  |  |  |  |  |  |  |  |  |  |  |
|  |                            |  |  |  |  |  |  |  |  |  |  |  |  |  |  |  |
|  |                            |  |  |  |  |  |  |  |  |  |  |  |  |  |  |  |
|  | 10. 알티 노얀(17의 형제)   |  |  |  |  |  |  |  |  |  |  |  |  |  |  |  |
|  |                            |  |  |  |  |  |  |  |  |  |  |  |  |  |  |  |
|  |                            |  |  |  |  |  |  |  |  |  |  |  |  |  |  |  |
|  | 21. 초탄(17의 어머니)      |  |  |  |  |  |  |  |  |  |  |  |  |  |  |  |
|  |                            |  |  |  |  |  |  |  |  |  |  |  |  |  |  |  |
|  |                            |  |  |  |  |  |  |  |  |  |  |  |  |  |  |  |
|  | 5. 차브이 카툰             |  |  |  |  |  |  |  |  |  |  |  |  |  |  |  |
|  |                            |  |  |  |  |  |  |  |  |  |  |  |  |  |  |  |
|  |                            |  |  |  |  |  |  |  |  |  |  |  |  |  |  |  |
|  | 11. 제녕왕비 카진          |  |  |  |  |  |  |  |  |  |  |  |  |  |  |  |
|  |                            |  |  |  |  |  |  |  |  |  |  |  |  |  |  |  |
|  |                            |  |  |  |  |  |  |  |  |  |  |  |  |  |  |  |
|  | 1. 테무르 울제이투 카안    |  |  |  |  |  |  |  |  |  |  |  |  |  |  |  |
|  |                            |  |  |  |  |  |  |  |  |  |  |  |  |  |  |  |
|  |                            |  |  |  |  |  |  |  |  |  |  |  |  |  |  |  |
|  | 3. 코코진 카툰             |  |  |  |  |  |  |  |  |  |  |  |  |  |  |  |
|  |                            |  |  |  |  |  |  |  |  |  |  |  |  |  |  |  |
|  |                            |  |  |  |  |  |  |  |  |  |  |  |  |  |  |  |

## 기년
| 성종        | 원년            | 2년        | 3년                 | 4년        | 5년        | 6년        | 7년        | 8년        | 9년        | 10년       |
| ----------- | --------------- | ---------- | ------------------- | ---------- | ---------- | ---------- | ---------- | ---------- | ---------- | ---------- |
| 서력 (西曆) | 1295년          | 1296년     | 1297년              | 1298년     | 1299년     | 1300년     | 1301년     | 1302년     | 1303년     | 1304년     |
| 간지 (干支) | 을미(乙未)      | 병신(丙申) | 정유(丁酉)          | 무술(戊戌) | 기해(己亥) | 경자(庚子) | 신축(辛丑) | 임인(壬寅) | 계묘(癸卯) | 갑진(甲辰) |
| 연호 (年號) | 원정(元貞) 원년 | 2년        | 3년 대덕(大德) 원년 | 2년        | 3년        | 4년        | 5년        | 6년        | 7년        | 8년        |
| 성종        | 11년            | 12년       | 13년                |            |            |            |            |            |            |            |
| 서력 (西曆) | 1305년          | 1306년     | 1307년              |            |            |            |            |            |            |            |
| 간지 (干支) | 을사(乙巳)      | 병오(丙午) | 정미(丁未)          |            |            |            |            |            |            |            |
| 연호 (年號) | 9년             | 10년       | 11년                |            |            |            |            |            |            |            |

## 같이 보기
- 원나라의 황제
- 몽골의 칸 목록